# Lelu (Estonia)
Lelu − wieś w Estonii, w prowincji Hiuma, w gminie Käina.